# Robert Guerrero
Robert Joseph Guerrero (Gilroy, 27 marzo 1983) è un pugile statunitense, attuale campione IBF dei pesi superpiuma.
Soprannominato "The Ghost" (in italiano "Il Fantasma") è stato due volte campione IBF dei Pesi piuma